# 曹維城
曹维城，字价人，贵州贵阳人。清朝武状元，军事将领，兼工诗画。官至云南副将。

## 生平
康熙四十二年（1703年）一甲第一名武進士。受官一等侍卫。官至云南副将。

## 成就
曹维城风流豁达，好招客饮酒，工诗画，有《飘然子集》，未能刊行。
清道光《贵阳府志》载其诗一首：
- 《初秋登黔灵山赠瞿脉上人》

居与佛庐近，探幽不厌频。
开来天外寺，隔断世间尘。
檐敞风烟细，窗虚景物新。
白云常住处，从尔问禅真。
《晚晴簃诗汇》亦载其诗一首：
- 《初秋登黔灵赠瞿脉上人》

黔山精舍好，相对有名僧。
道悟无生妙，禅参最上乘。
茶煎涧中水，香霭佛前镫。
不许尘凡到，云岚护几层。

## 遗迹
曹维城旧居位于贵阳城内偏南，其巷原名常平仓，因曹维城之名，俗称状元巷。民国以后历称新市场、市场路。1980年代中期，改名曹状元街。
曹维城的故居为当地典型的宅院建筑，前开朝门，中为四合院。1992年因地产开发拆除。

## 家世
曹维城之子曹石，字乖崖，雍正二年（1724年）中武进士，官至副将。